# Mícheál Ó Cléirigh
Mícheál Ó Cléirigh (Kilbarron, 1590 – Lovanio, 1643) è stato uno storico irlandese.

## Biografia
Fu il principale autore degli Annali dei Quattro Maestri, assistito da Peregrine O'Clery, Fergus O'Mulconry e Peregrine O'Duignan.
Nipote di un capo del clan degli Uí Chléirigh, nel Donegal, nacque a Kilbarron, sulla baia di Donegal, e fu battezzato col nome di Tadhg, ma prese quello di Mícheál quando divenne un frate francescano. Era cugino di Lughaidh Ó Cléirigh (che fiorì nel periodo 1595-1630), che, insieme al figlio Cacrigcriche Ó Cléirigh (morto nel 1664), uno degli aiutanti di one of Mícheál, fu un altro famoso storico irlandese.
Ó Cléirigh divenne famoso anche come antiquario e studioso della storia e della letteratura irlandesi quando entrò nel Collegio irlandese di Sant'Antonio a Lovanio (olandese Leuven). Nel 1620 iniziò a collezionare manoscritti e trascrivere qualunque cosa avesse un'importanza storica, aiutato da altri studiosi irlandesi (Cú Choigcríche Ó Cléirigh, Fearfeasa Ó Maolchonaire e Peregrine O'Duignan), dando così alla luce la Reim Rioghroidhe (Lista reale) nel 1630, il Leabhar Gabhala (Libro delle invasioni) nel 1631, e il suo più famoso lavoro, i cosiddetti Annali dei Quattro Maestri (1636). Realizzò anche il Martyrologium dei santo irlandesi, basandosi su antichi manoscritti, un glossario irlandese e altri lavori. Ó Cléirigh visse in povertà e morì a Lovanio.